# La Chapelle-Gauthier (Eure)
La Chapelle-Gauthier é uma comuna francesa na região administrativa da Normandia, no departamento de Eure. Estende-se por uma área de 16,67 km². Em 2010 a comuna tinha 416 habitantes (densidade: 25 hab./km²).